# Africa Eco Race 2019
Navigation
Édition précédente Édition suivante
L'Africa Eco Race 2019 est le 11e Africa Eco Race. Le départ fictif est donné à Monaco le 30 décembre 2018. Le départ officiel se déroule à Nador au Maroc deux jours plus tard. Les concurrents arrivent à Dakar le 13 janvier 2019.

## Parcours

### Étapes
Ne sont indiquées que les distances des spéciales chronométrées. En raison de mauvaises conditions météorologiques, la sixième étape est annulée.
| Étape | Date             | Départ      | Arrivée       | Distance      |               |               |               |
|       | 30 décembre 2018 | Monaco      | Départ fictif | Départ fictif |               |               |               |
| 1     | 1er janvier 2019 | Nador       | La Momie      | 648 km        |               |               |               |
| 2     | 2 janvier 2019   | La Momie    | Agdal         | 433 km        |               |               |               |
| 3     | 3 janvier 2019   | Agdal       | Assa          | 415 km        |               |               |               |
| 4     | 4 janvier 2019   | Ouer Draa   | Fort Chacal   | 494 km        |               |               |               |
| 5     | 5 janvier 2019   | Fort Chacal | Dakhla        | 638 km        |               |               |               |
|       | 6 janvier 2019   | Dakhla      | Jour de repos | Jour de repos | Jour de repos | Jour de repos | Jour de repos |
| 6     | 7 janvier 2019   | Dakhla      | Chami         | Annulée       |               |               |               |
| 7     | 8 janvier 2019   | Chami       | Chami         | 501 km        |               |               |               |
| 8     | 9 janvier 2019   | Chami       | Amodjar       | 506 km        |               |               |               |
| 9     | 10 janvier 2019  | Amodjar     | Amodjar       | 482 km        |               |               |               |
| 10    | 11 janvier 2019  | Amodjar     | Akjoujt       | 519 km        |               |               |               |
| 11    | 12 janvier 2019  | Akjoujt     | Saint-Louis   | 556 km        |               |               |               |
| 12    | 13 janvier 2019  | Saint-Louis | Dakar         | 299 km        |               |               |               |

## Vainqueurs d'étapes
| Étape                     | Départ      | Arrivée     | Moto                    | Auto                                 | Camion                                        |
| Départ fictif à Monaco    |             |             |                         |                                      |                                               |
| 1                         | Nador       | La Momie    | Alessandro Botturi      | Dominique Laure Christophe Crespo    | Igor Bouwens Tom de Leeuw Ulrich Boerboom     |
| 2                         | La Momie    | Agdal       | Pal Anders Ullevalseter | Dominique Laure Christophe Crespo    | Tomáš Tomeček                                 |
| 3                         | Agdal       | Assa        | Alessandro Botturi      | Dominique Laure Christophe Crespo    | Igor Bouwens Tom de Leeuw Ulrich Boerboom     |
| 4                         | Ouer Draa   | Fort Chacal | Pal Anders Ullevalseter | Dominique Laure Christophe Crespo    | Igor Bouwens Tom de Leeuw Ulrich Boerboom     |
| 5                         | Fort Chacal | Dakhla      | Alessandro Botturi      | Sergey Kuprianov Aleksandr Kuprianov | Elisabete Jacinto José Marques Marco Cochinho |
| Journée de repos à Dakhla |             |             |                         |                                      |                                               |
| 6                         | Dakhla      | Chami       | Etape annulée           | Etape annulée                        | Etape annulée                                 |
| 7                         | Chami       | Chami       | Simone Agazzi           | David Gérard Pascal Delacour         | Elisabete Jacinto José Marques Marco Cochinho |
| 8                         | Chami       | Amodjar     | Alessandro Botturi      | Yves Fromont Paul Vidal              | Noel Essers Marc Lauwers Johan Cooninx        |
| 9                         | Amodjar     | Amodjar     | Felix Jensen            | David Gérard Pascal Delacour         | Igor Bouwens Tom de Leeuw Ulrich Boerboom     |
| 10                        | Amodjar     | Akjoujt     | Francisco Arredondo     | Yves Fromont Paul Vidal              | Tomáš Tomeček                                 |
| 11                        | Akjoujt     | Saint-Louis | Pal Anders Ullevalseter | Jean-Noël Julien Rabha Julien        | Tomáš Tomeček                                 |
| 12                        | Saint-Louis | Dakar       | Ben Giampietro Dal      | Philippe Gosselin David Bonon        | Aad van Velsen Marco Siemons Harry Oosting    |

## Classements finaux

### Motos
| Pos. | Pilote                  | Constructeur | Temps            | Écart              |
| 1    | Alessandro Botturi      | Yamaha       | 46 h 05 min 13 s |                    |
| 2    | Pal Anders Ullevalseter | KTM          | 46 h 10 min 07 s | + 4 min 54 s       |
| 3    | Simone Agazzi           | Honda        | 48 h 33 min 19 s | + 2 h 28 min 06 s  |
| 4    | Felix Jensen            | Ji Bygg AS   | 48 h 50 min 16 s | + 2 h 45 min 03 s  |
| 5    | Francisco Arredondo     | KTM          | 52 h 00 min 52 s | + 5 h 55 min 39 s  |
| 6    | Patrice Carillon        | KTM          | 52 h 39 min 47 s | + 6 h 34 min 34 s  |
| 7    | Domenico Cipollone      | KTM          | 53 h 04 min 25 s | + 6 h 59 min 12 s  |
| 8    | Philippe Cavelius       | KTM          | 53 h 29 min 23 s | + 7 h 24 min 10 s  |
| 9    | Jan Zatko               | KTM          | 57 h 19 min 33 s | + 11 h 14 min 20 s |
| 10   | Franco Picco            | Yamaha       | 58 h 29 min 39 s | + 12 h 24 min 26 s |

### Autos
| Pos. | Pilote             | Copilote          | Constructeur     | Temps            | Écart              |
| 1    | Jean-Pierre Strugo | François Borsotto | Buggy Optimus MD | 44 h 49 min 58 s |                    |
| 2    | David Gérard       | Pascal Delacour   | Buggy Optimus MD | 46 h 12 min 11 s | + 1 h 22 min 13 s  |
| 3    | Jean-Noël Julien   | Rabha Julien      | Buggy Optimus MD | 46 h 33 min 30 s | + 1 h 43 min 22 s  |
| 4    | Yves Fromont       | Paul Vidal        | Buggy Tarek      | 46 h 53 min 27 s | + 2 h 03 min 29 s  |
| 5    | Patrick Martin     | Didier Bigot      | Buggy Tarek      | 49 h 07 min 45 s | + 4 h 17 min 47 s  |
| 6    | Gérald Mognier     | Pierre Roubin     | Peugeot          | 52 h 02 min 11 s | + 7 h 12 min 13 s  |
| 7    | Rudy Roquesalane   | Vincent Ferri     | Can-Am           | 53 h 24 min 32 s | + 8 h 34 min 34 s  |
| 8    | François Cousin    | Stéphane Cousin   | Nissan           | 56 h 32 min 22 s | + 11 h 42 min 24 s |
| 9    | Bruno Fretin       | Willy Charbonnier | Can-Am           | 56 h 55 min 31 s | + 12 h 05 min 33 s |
| 10   | Benoît Fretin      | Anthony Pichard   | Can-Am           | 57 h 10 min 33 s | + 12 h 20 min 35 s |

### Camions
| Pos. | Pilote             | Copilote         | Mécanicien       | Constructeur  | Temps            | Écart              |
| 1    | Elisabete Jacinto  | José Marques     | Marco Cochinho   | MAN           | 48 h 07 min 52 s |                    |
| 2    | Noel Essers        | Marc Lauwers     | Johan Cooninx    | MAN           | 50 h 48 min 59 s | + 2 h 41 min 07 s  |
| 3    | Johan Elfrink      | Dirk Schuttel    | Dirk Schuttel    | Mercedes-Benz | 54 h 50 min 42 s | + 6 h 45 min 50 s  |
| 4    | Aad van Velsen     | Marco Siemons    | Harry Oosting    | Ginaf         | 57 h 43 min 39 s | + 9 h 35 min 47 s  |
| 5    | Tomáš Tomeček      | Tomáš Tomeček    | Tomáš Tomeček    | Tatra         | 65 h 12 min 30 s | + 17 h 04 min 38 s |
| 6    | Igor Bouwens       | Tom de Leeuw     | Ulrich Boerboom  | Iveco         | 66 h 12 min 24 s | + 18 h 04 min 32 s |
| 7    | Boleslav Levitskii | Stanislav Dolgov | Stanislav Dolgov | GAZ           | 71 h 16 min 52 s | + 23 h 09 min 00 s |
| 8    | Mikhail Shklyaev   | Aleksandr Laguta | Aleksandr Laguta | GAZ           | 78 h 17 min 15 s | + 30 h 09 min 23 s |